# ジャック・ファット

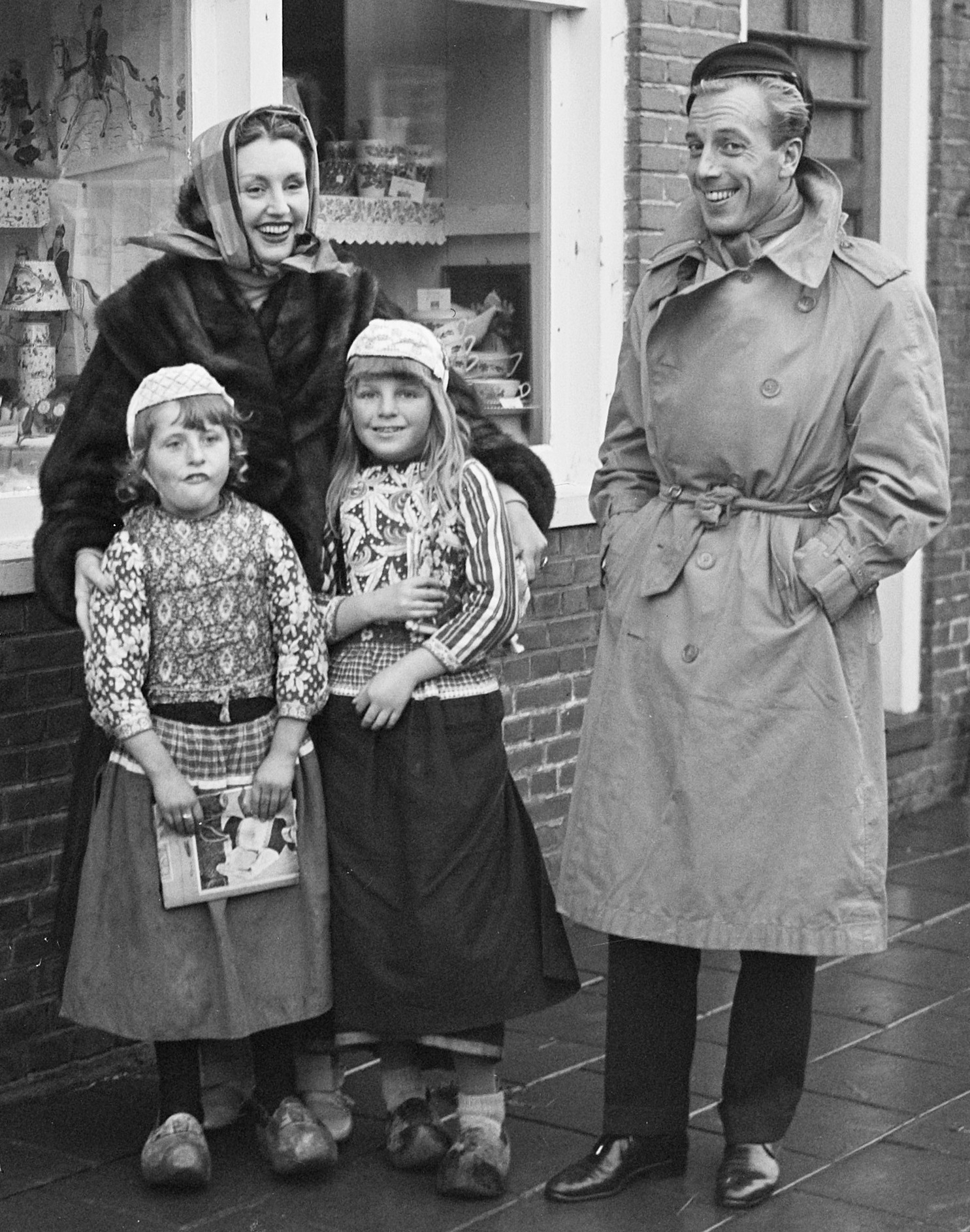
'ジャック・ファット, 1950

ジャック・ファット（Jacques Fath, 1912年9月6日 - 1954年11月13日）は、フランスのファッションデザイナー。
曾祖母はナポレオン3世の皇后ウジェニーのデザイナーであったという家庭に育ち、商業学校に学んだ。1937年にかねての希望を実現し、ラ・ボエシー街にクチュール・メゾンをかまえ、初めてのコレクションを開いた。従軍のため一時閉店したが、1940年、ナチス・ドイツ占領下のパリのフランソワ1世街に再び店を開いた。
「グリーン・ウォーター」など、香水も発売した。
夫人のジュヌビエーヴはデザインと経営の両方で夫に協力し、夫の急逝後も57年まで店を開いていた。
ファットのアシスタントを務めていた中に、ユベール・ド・ジバンシー、ギ・ラロッシュ、ヴァレンティノ・ガラヴァーニらがいる。
1992年、ファッション・ブランドとして復活。化粧品事業は、日本国内でマンダムと提携して製品を販売している。